# Story of Seasons
Story of Seasons, llamado en Japón Bokujō Monogatari: Tsunagaru Shin Tenchi (牧場物語 つながる新天地?) (pudiéndose traducir como Historia de Granja: Conectando al nuevo mundo), es un videojuego de simulación de vida y RPG de granja, desarrollado por la empresa Marvelous Inc., formando parte de la franquicia Harvest Moon. Fue lanzado de forma exclusiva para la consola Nintendo 3DS el 27 de febrero de 2014 en Japón, el 31 de marzo de 2015 en América y el 31 de diciembre de ese mismo año en Europa. El juego no tiene el título de Harvest Moon en América debido a que la propiedad del nombre pertenece a Natsume. Sin embargo, Natsume, por su parte, anunció su propio título original, no producido por Marvelous, Harvest Moon: El Valle Perdido lanzado solo en América del Norte y Europa para Nintendo 3DS en 2014.

## Argumento

### Sinopsis
El protagonista en un día de invierno haciendo su rutina diaria, descubre un volante en su buzón de correo el cual dice: «¡Se buscan nuevos granjeros! Únetenos y ayuda a Oak Tree Town crecer trabajando la tierra.» El protagonista siente que es lo que necesita, algo aparte de la vida rutinaria que vive y a su vez lo que necesita para darle dirección a su vida. Ese mismo día el protagonista envía sus datos de vuelta a la dirección que describe el panfleto y una semana después recibe un mensaje el cual indica que fue aceptado para trabajar como granjero.

### Personajes

#### Solteros
- Fritz: Trabaja como granjero en la granja Greenhill, el primer acercamiento al protagonista ocurre en la etapa tutorial en donde enseña a nadar en los ríos a este. El instructivo del juego lo describe como un tipo optimista, que ayuda a los demás y que actúa de forma impulsiva.

- Raeger: Trabaja en el restaurante de la ciudad, es el encargado de atender al protagonista y servir los platillos que se venden en este restaurante, se le define como un joven apuesto, calmado, amigable, cercano, amigable con las chicas de la ciudad.

- Mistel: Trabaja en la tienda de antigüedades, en donde vende planos y materiales de construcción, es muy cercano a su hermana Iris, lo cual han pasado largo tiempo unidos, a pesar de ello tiene problemas para relacionarse con los otros personajes, en ocasiones puede ser irascible, pero su personalidad es más bien tímida.

- Klaus: Trabaja como perfumero que no posee su propia tienda, su ocupación consiste en mezclar diferentes esencias poco comunes para sus clientes, se le describe como un tipo elegante y con clase.

- Nadi: Su procedencia es lejana al pueblo, es por eso que su talento como jardinero lo lleva acercarse a este, trabaja para finca de Elise, se autodescribe como un hombre de pocas palabras, pero siempre es sincero en lo que tiene que decir. A pesar para trabajar en la mansión de Elise, no vive en este lugar.

- Kamil: Es un florerista que proviene de un pueblo lejano, es atraído por el atractivo de Oak Tree Town lo que lo convence a viajar ahí, puede quedar bien con la mayoría de las personas por su personalidad estilizada y por su forma de hablar.

#### Solteras
- Elise: De ocupación granjera, se encarga de dirigir la granja Margaret, el personaje es introducido al principio del juego, al momento de que el protagonista sale de su granja. El protagonista es llevado ante el personaje el cual piensa que es un subordinado, al momento de aclararse el malentendido, se presenta. Ella proviene de una familia adinerada, lo cual la tiene acostumbrada a una vida llena de lujos, ella a lo largo de la trama del juego va aprendiendo los rigores que conlleva llevar una granja.

- Iris: Es descrita como una talentosa novelista, cuyas novelas resultan ser best sellers en una variedad de géneros literarios. Mediante su punto de vista busca historias que escribir por medio del entorno que la rodea. Es hermana de Mistel, con quien ha compartido gran parte de su vida.

- Lillie: Es hija de Moris y hermana de Melty, Trabaja en la estación local de televisión como pronosticadora del clima, es muy popular entre las personas, dedica su tiempo a la ayuda de otras personas que lo necesitan y ver las nubes en el cielo, suele tartamudear cuando se pone nerviosa.

- Ángela: Es hija de la líder del gremio Verónica con quien vive, ella piensa que no se dedica suficiente tiempo a ella. Trabaja como enfermera en la clínica del pueblo junto con la doctor Marian, sus modales son un poco bruscos, aunque tiene buenas intenciones.

- Agate: Es una chica llena de energía que trabaja como guardabosques, posee un gran amor hacía los animales, tiene un gran conocimiento de la flora y fauna. Puede verse frágil pero posee un gran espíritu aventurero.

- Licorice: De ocupación botanista, se caracteriza por no ser siempre una persona organizada, sin embargo es muy dedicada a las plantas, debido a esto a veces se olvida de dormir o comer.

#### Pueblerinos
- Eda: Es una granjera, la cual nos enseñará como trabajar una granja, ha sido residente del pueblo durante mucho tiempo siendo respetada por la comunidad, hace una comparación del protagonista con un pariente suyo que fue a vivir a la ciudad.

- Giorgio: Granjero que está obsesionado con las flores, se esmera en dar énfasis a las cosas bellas en todas las cosas que encuentra: pone mucho cuidado en el quehacer de su granja y ha aparecido en algunas revistas de granjeros.

## Desarrollo
La revista Japonesa especializada en videojuegos Famitsu anunció en el mes de octubre de 2013 que habría un nuevo lanzamiento de la franquicia de Harvest Moon, bajo el nombre de Bokujō Monogatari: Tsunagaru Shin Tenchi (Harvest Moon:Linking the New World.). Las fecha para el lanzamiento en Japón fue anunciada para febrero de 2014, con un avance de un 80% de desarrollo.
Los aspectos que se revelaron del juego fueron que el jugador puede optar por jugar con un personaje de género masculino o femenino. Se dio a conocer el nombre del pueblo en donde se desarrolla la trama, siendo este Oaktree Town, como así también el nombre de algunos personajes del juego. Se confirmó que la posibilidad de hacer la actividad de pesca y contraer matrimonio. Otra de las propiedades del juego fueron las siguientes:
- Funcionalidad StreetPass
- Intercambio de bienes con países extranjeros
- Aumento de la cantidad de animales salvajes en el juego
- La existencia de una modalidad llamada Safari, en donde se podrá criar animales

El año 2014 se dio a conocer el nombre que se otorgó al videojuego para Ámérica, siendo este Story of Seasons, debido a las disputas legales que libraron las empresas de Marvelous.Inc y Natsume, la cual es la empresa con los derechos intelectuales del nombre Harvest Moon. en diciembre del mismo año se anunció que la localización del videojuego al idioma inglés se encontraba en una etapa avanzada.
En febrero de 2015 se reveló un video tráiler e imágenes del juego. Además se emitió un mensaje en donde se daba a conocer que si se compra en preventa el juego en los retails establecidos, tales como Nintendo eShop, Gamestop, Amazon, EB Games, se podría obtener un Conejo de Angora de peluche.